# Gmina Donji Vakuf
Gmina Donji Vakuf (boś. Općina Donji Vakuf) – gmina w Bośni i Hercegowinie, w kantonie środkowobośniackim. W 2013 roku liczyła 13 985 mieszkańców.